# Яківська сільська рада
| Яківська сільська рада — колишній орган місцевого самоврядування у Тлумацькому районі Івано-Франківської області з адміністративним центром у с. Яківка. Водоймища на території, підпорядкованій даній раді: річка Чорнява. Сільській раді підпорядковані населені пункти: - с. Яківка |

## Склад ради
Рада складається з 16 депутатів та голови.

### Керівний склад ради
| ПІБ                   | Основні відомості                                                 | Дата обрання | Дата звільнення |
| --------------------- | ----------------------------------------------------------------- | ------------ | --------------- |
| Луцик Василь Павлович | Сільський голова, 1973 року народження, освіта, безпартійний      | 26.03.2006   | 31.10.2010      |
| Луцик Василь Павлович | Сільський голова, 1973 року народження, освіта вища, безпартійний | 31.10.2010   |                 |

Примітка: таблиця складена за даними джерела